# Зона висадки
Зона висадки (англ. Drop Zone) — американський бойовик 1994 року.

## Сюжет
Федеральні маршали брати Піт і Террі конвоюють на пасажирському авіалайнері хакера Ерла Ліді для дачі свідчень у суді. Під час польоту літак захоплюють терористи, яким потрібен був Ліді. Зав'язується перестрілка, салон розгерметизується, гине Террі, а нападники з величезної висоти стрибають з парашутами. Піта усувають від справи, однак він починає власне розслідування, щоб знайти злочинців.

## У ролях
| Актор                  | Роль            |
| ---------------------- | --------------- |
| Веслі Снайпс           | Піт Нессіп      |
| Гері Б'юзі             | Ті Монкріф      |
| Янсі Батлер            | Джессі Кроссман |
| Майкл Джетер           | Ерл Ліді        |
| Корін Немек            | Селкірк         |
| Кайл Сікор             | Свуп            |
| Лука Берковічі         | Джаггер         |
| Мальколм-Джамал Ворнер | Террі Нессіп    |
| Рекс Лінн              | Боббі           |
| Грейс Забриські        | Вайнона         |
| Роберт ЛаСардо         | заступник Дог   |
| Сем Геннінгс           | Торскі          |
| Клер Стенсфілд         | Кара            |
| Мікі Джонс             | Дуче            |
| Енді Романо            | Том МакКракен   |
| Рік Зефф               | Майк Мілтон     |
| Кларк Джонсон          | Боб Ковінгтон   |
| Чарльз Босвелл         | Гленн Блекстоун |
| Наталі Джордан         | Лена            |
| Ед Аматрудо            | детектив Фокс   |

## Саундтрек
| Список треків | Список треків                      | Список треків |
| #             | Назва                              | Тривалість    |
| ------------- | ---------------------------------- | ------------- |
| 1.            | «Drop Zone»                        | 1:44          |
| 2.            | «Hyphopera»                        | 1:41          |
| 3.            | «Hi Jack»                          | 4:34          |
| 4.            | «Terry's Dropped Out»              | 1:01          |
| 5.            | «Flashback & Fries»                | 4:20          |
| 6.            | «Miami Jump»                       | 5:13          |
| 7.            | «Too Many Notes, Not Enough Rests» | 10:39         |
| 8.            | «After The Dub»                    | 8:06          |
| 37:18         |                                    |               |